# Domaine de Tatsuno

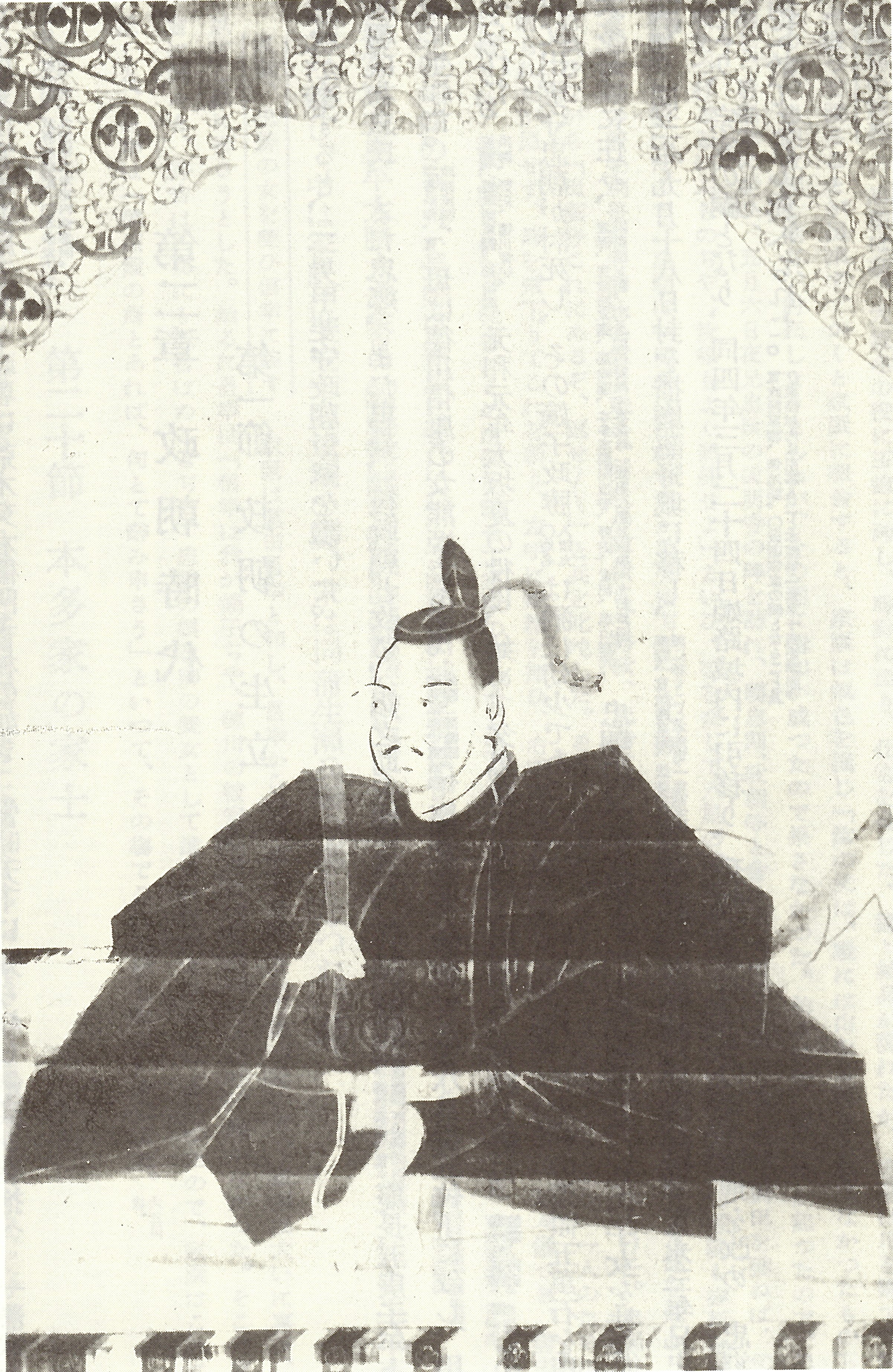
Honda Mastomo (1599-1638), 1er daimyo de Tatsuno-han (1617-1627)

Le domaine de Tatsuno (龍野藩, Tatsuno-han) est un domaine féodal japonais de l'époque d'Edo situé dans la province de Harima, maintenant ville de Tatsuno, préfecture de Hyōgo). Il change régulièrement de main durant les premières décennies du shogunat, jusqu'à sa prise en main par Yasumasa Wakisaka en 1672. 

## Liste des daimyos[2]
1. Honda Masatomo (50 000 koku)
2. Ogasawara Nagatsugu (60 000 koku
3. Okabe Nobukatsu (50 000 koku
4. Kyogoku Takazaku (60 000 koku
5. Wakisaka Yasumasa (53 000 koku
6. Wakisaka Yasuteru
7. Wakisaka Yasuzumi
8. Wakisaka Yasuoki
9. Wakisaka Yasuhiro
10. Wakisaka Yasuzane
11. Wakisaka Yasuchika
12. Wakisaka Yasutada
13. Wakisaka Yasuori
14. Waksaka Yasuaya

## Sources et références
1. ↑  (en) « Tatsuno Castle », sur jcastle.info (consulté le 10 février 2020).
2. ↑  (ja) « Tatsuno Domain »(Archive.org • Wikiwix • Archive.is • Google • Que faire ?).

- (en) Cet article est partiellement ou en totalité issu de l’article de Wikipédia en anglais intitulé « Tatsuno Domain » (voir la liste des auteurs).